# Stokstaartje

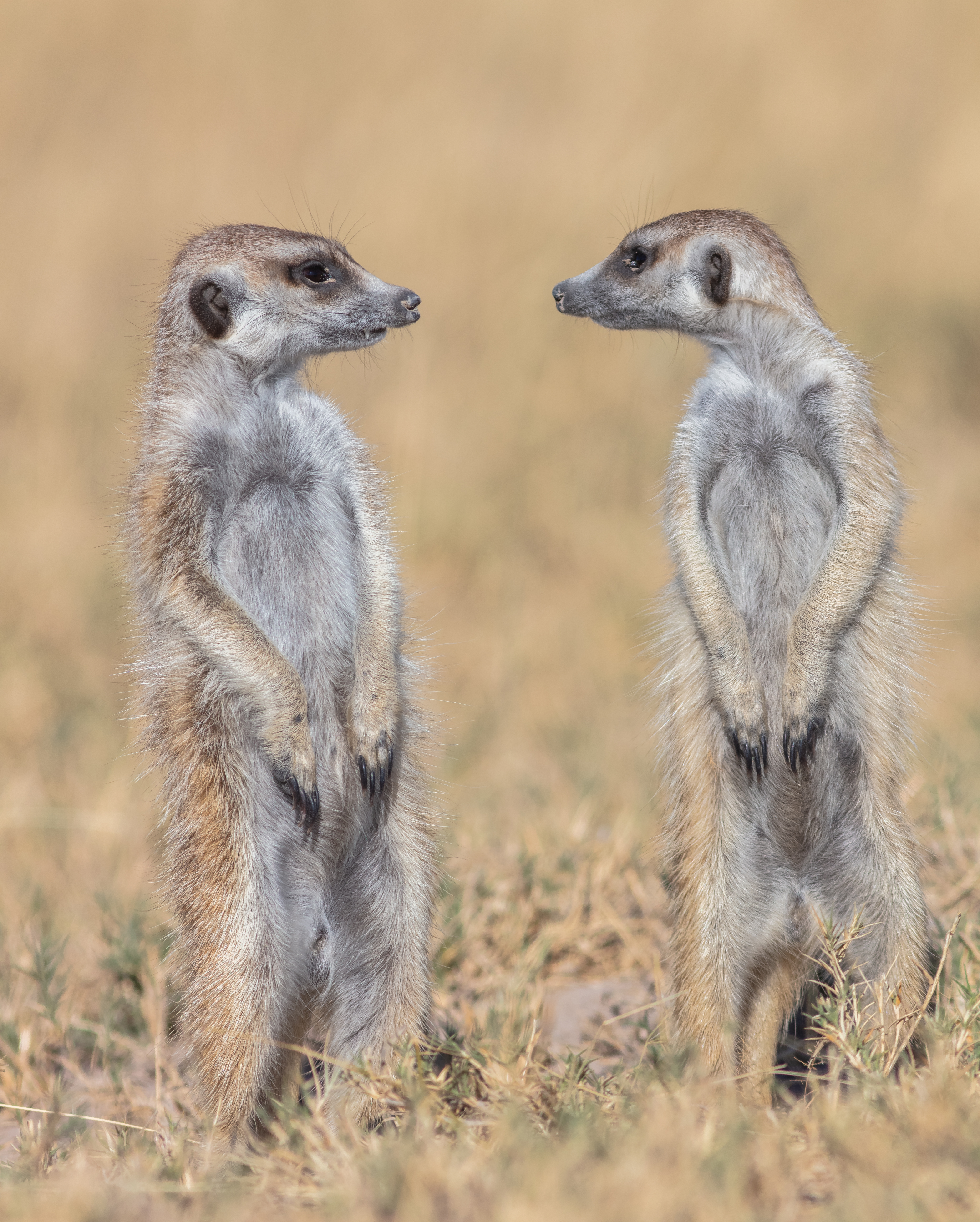

Het stokstaartje (Suricata suricatta) is een klein roofdier dat tot de mangoesten behoort. Hij wordt ook wel "aardmannetje" genoemd en bewoont alle delen van de Kalahari in zuidelijk Afrika (Angola, Botswana, Namibië en Zuid-Afrika). Het stokstaartje eet voornamelijk insecten, spinnen, schorpioenen en slakken. Van alle mangoesten zijn de stokstaartjes de meest sociale. Het stokstaartje wordt niet bedreigd en kan in huizen worden aangetroffen.

## Verwarring over naam
In het Afrikaans en het Engels worden stokstaartjes "meerkat" genoemd. Daardoor wordt de naam 'meerkat' soms foutief in het Nederlands overgenomen uit films, bijvoorbeeld Timon uit de Disneyfilm De Leeuwenkoning. In het Nederlands is meerkat echter een naam voor een groep apen (Cercopithecus). Bovendien zijn ook de grijze meerkat en de rode meerkat (vosmangoest) mangoesten, net als het stokstaartje.

## Leefomgeving
Stokstaartjes leven in zuidelijk Afrika, vooral op droge open vlakten. Ze leven in groepen van maximaal dertig. De holen van grondeekhoorns lijken de geschikte plaats om te verblijven voor stokstaartjes. Deze holen bouwen ze uit tot gangenstelsels, soms tot een oppervlakte van 15 m². Een volwassen dier kan zijn eigen gewicht aan zand uitgraven in nauwelijks 10 seconden. In de holen worden speciale kamers aangelegd: slaapkamers, kraamkamers en zelfs toiletten. De toiletten worden schoongemaakt door de mestkevers waarmee ze samenleven. Elke dag rollen de mestkevers de uitwerpselen van de stokstaartjes naar buiten en leggen er hun eitjes in. Als deze uitkomen, hebben de stokstaartjes weer een nieuwe schoonmaakploeg. De mestkevers kunnen ongestoord hun gang gaan: de stokstaartjes zullen ze nooit eten, omdat ze voor hen erg giftig zijn. Stokstaartjes delen de woestijn met hagedissen, schorpioenen en grondeekhoorns. Ze zijn alert op het gevaar van roofvogels. 's Nachts trekken ze zich terug in hun hol, want de nachten kunnen bitter koud zijn en de gevaren die buiten op de loer liggen zijn groot.

## Gedrag
Stokstaartjes leven in een hiërarchie, elk individu in hun groep heeft een afzonderlijke taak. Sommige dieren zijn wachters en staan op de uitkijk. Er is altijd minstens één wachter actief in de groep, wachters staan ook altijd hoger dan de rest zodat ze een beter zicht hebben, ze steunen daarbij op de achterpoten en op de staart. Ze kunnen verschillende alarmsignalen geven: een fluitend geluid, dat 'opgepast' betekent, en een blaffend geluid, waarna de waarschuwer en de rest van de groep rennen voor hun leven. Tal van diersoorten profiteren mee van de waarschuwingen van stokstaartjes, ze worden daarom ook wel 'de schildwacht van de woestijn' genoemd. Een wachter beschikt over een goed gezichtsvermogen en kan al op grote afstand een ongevaarlijke gier onderscheiden van hun grootste vijand, de arend. Verder zijn er ook nog jagers en babysitters die de kleintjes in het oog houden als hun ouders er niet zijn. Bij gevaar gaan alle stokstaartjes fanatiek graven; dit doen ze om een stofwolk te creëren die het roofdier op de vlucht jaagt. Als de aanvaller aanhoudt, voeren ze schijn- en echte aanvallen uit, waarbij ze spugen en bijten. Als ze aan de verliezende hand zijn en op de rug liggen, tonen ze hun tanden en halen agressief uit met hun klauwen. In groepen kunnen ze dieren aanvallen die groter zijn dan zijzelf.
Stokstaartjes die laag op de pikorde staan, zijn het meest innovatief en volhardend als het aankomt op voedsel zoeken of problemen oplossen. Dit komt uit noodzaak, dominante mannetjes kunnen gewoon stelen van anderen en hen uitbuiten, als laaggeplaatste op de hiërarchische ladder loont het dus om meer risico te nemen en zelf problemen op te lossen.
Elke populatie heeft zijn eigen slaaptraditie: per groep verschillen de uren waarop de dieren wakker zijn. Dieren die van groep verwisselen passen zich aan aan het tijdsschema van de nieuwe groep.

## Voortplanting

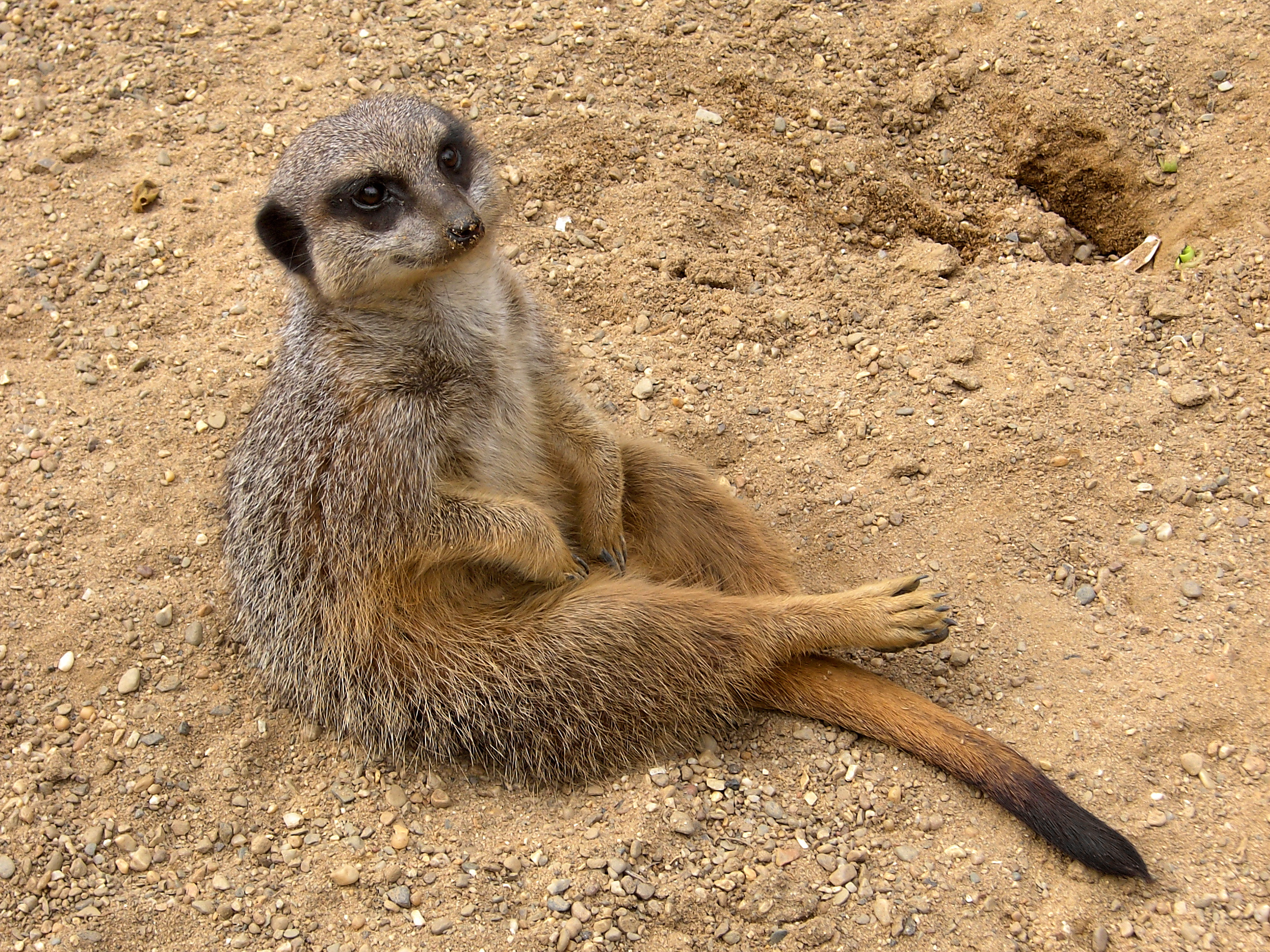
Een stokstaartje in het zand

Het alfavrouwtje is meestal het enige dat paart. Het alfavrouwtje verhindert dat andere vrouwtjes zich voortplanten, maar is daarin toleranter nadat ze zelf net gejongd heeft. Het vrouwtje stoot het mannetje steeds weg. Het mannetje ziet zich verplicht het vrouwtje letterlijk in de nek te bijten. Daarna volgt de paring. Het vrouwtje wordt zo'n 40% zwaarder en weegt dan iets meer dan een kilo. Na elf weken komen 2 tot 5 blinde en kale jongen ter wereld, die worden gezoogd tot ze ongeveer 3 maanden oud zijn (soms door de babysitters, terwijl de moeder op jacht gaat). Drie weken na de geboorte zijn de jongen groot genoeg om hun eerste passen in de wijde wereld te zetten. Een stokstaartje is na twee maanden een miniatuurtje van de ouders. De maximale verwachte levensduur van een stokstaartje is 10 tot 15 jaar.

## Voeding
Stokstaartjes eten voornamelijk slakken, spinnen en insecten, maar als ze de kans krijgen zouden ze ook knaagdieren of op de grond nestelende vogels en hun eieren eten. Ook hagedissen en kleine dieren behoren tot hun menu. Zelfs giftige dieren, zoals gifslangen zijn een echte lekkernij en schorpioenen zijn hun lievelingshapje. Door hun razendsnelle reactievermogen kunnen stokstaartjes een slangenbeet bijna altijd ontwijken. Voor schorpioenengif zijn ze immuun; Ze beginnen bij de staart te eten om niet in de neus gestoken te worden, niet zoals vaker gezegd wordt, om de gifstekel te ontwijken. Het stokstaartje heeft ook omnivore trekjes: ook plantaardig materiaal, zoals knollen en wortels, staat op zijn menu. Stokstaartjes reinigen hun gebit met behulp van hun lange nagels, die als een soort tandenstokers dienen.
Stokstaartjes zijn echter gierig wat betreft het voedsel. Als een van de diertjes een voedselbron gevonden heeft, zal het de prooi meestal alleen, op afstand van de groep verorberen. Komen de anderen toch dichterbij, dan gaat de eigenaar er grommend met de prooi vandoor. Alleen de zwakke en jonge dieren mogen mee-eten. Bij de grotere prooien, die ze met meerdere tegelijk doden, maken ze ruzie over wie wat krijgt. Drinken doen ze nauwelijks: al het vocht dat ze nodig hebben, halen ze uit hun voedsel.

## Uiterlijke kenmerken
Stokstaartjes verschillen in kleur, van lichtbruin tot grijs of zilvergrijs. Ze hebben donkere strepen. De kop is vuilwit en hun ogen lijken, door de donkere omranding eromheen, veel groter dan ze in werkelijkheid zijn. Deze donkere omranding doet dienst als een soort "zonnebril". Hun gehoor is even goed als dat van een mens. Ze zijn 25 tot 35 cm groot met een staart van 18-25 cm. Ze wegen tussen de 500 gram en 1 kilogram en worden ongeveer 10 tot 15 jaar oud. Uiterlijke verschillen tussen vrouwtjes en mannetjes zijn er niet.

## Documentaires
- De televisiezender Animal Planet maakte een serie over stokstaartjes onder de titel Meerkat Manor. Op VTM werd deze serie uitgezonden als De familie stokstaart.
- James Honeyborne maakte de bioscoopdocumentaire The Meerkats uit 2008.[7]

## In populaire cultuur
- Een bekend fictief stokstaartje is Timon, een personage uit de Leeuwenkoning en de tekenfilmserie The Lion King's Timon & Pumbaa.